# 2011년 3월 9일 산리쿠 해역 지진
2011년 3월 산리쿠 해역 지진(일본어: 三陸沖地震 さんりくおきじしん[*])은 2011년 3월 9일 오전 11시 45분 산리쿠에서 일어난 모멘트 규모 Mw 7.3의 지진이다. 이 지진은 이틀 후인 3월 11일 일어난 도호쿠 지방 태평양 해역 지진의 전진으로 추정되는 지진이다.

## 지진 발생
진원은 북위 38도 19분 42초, 동경 143도 16분 42초이며 깊이 8km 지점 태평양판과 북아메리카판이 부딪치는 판의 경계 지점에서 일어났다. 이 지진이 일어났던 곳의 북서쪽에서 1981년 1월 19일 규모 M7.0의 지진이 일어났던 곳이 있었다. 또한, 큰 미끄럼이 있었던 곳은 진원지보다 더 깊은 곳에 있었다.

## 느린 미끄러짐
이 지진이 일어나기 약 한달 전인 2월 중순부터 슬로우 슬립(slow slip, 느린 미끄러짐) 현상이 일어났다. 또한 3월 11일 본진의 단층 파괴 시작점으로 미소지진의 진원지가 계속 이동하고 있었으며 이러한 슬로우 슬립 현상으로 총 규모 Mj 7.3에 달하는 지진 에너지가 방출한 것으로 추정된다. 이 슬로우 슬립 현상이 규모 Mw 9.0~9.1의 초거대지진을 촉발시켰는지에 대한 연구가 계속되고 있다.

## 각지의 진도
일본 기상청 진도 기준 진도 4 이상의 흔들림이 관측된 곳은 다음과 같다.:
| 진도 | 도도부현   | 시구정촌 |
| ---- | ---------- | --- |
| 5약  | 미야기현   | 구리하라시 도메시 미사토정 |
| 4    | 아오모리현 | 하치노헤시 시치노헤정 로쿠노헤정 도호쿠정 고노헤정 난부정 하시카미정 오이라세정 히가시도리촌 |
| 4    | 이와테현   | 미야코시 구지시 야마다정 후다이촌 노다촌 리쿠젠타카타시 가마이시시 오쓰치정 모리오카시 니노헤시 다키자와 촌 이치노헤정 하치만타이시 야하바정 시와정 하나마키시 기타카미시 도노시 이치노세키시 가네가사키정 히라이즈미정 오슈시 |
| 4    | 미야기현   | 게센누마시 가미정 시카마정 와쿠야정 미나미산리쿠정 오사키시 나토리시 이와누마시 자오정 오가와라정 가와사키정 마루모리정 센다이시 (미야기노구) 이시노마키시 시오가마시 히가시마쓰시마시 마쓰시마정 리후정 오히라촌              |
| 4    | 아키타현   | 이카와정 아키타시 다이센시 |
| 4    | 야마가타현 | 사카타시 무라야마시 덴도시 나카야마정 |
| 4    | 후쿠시마현 | 구니미정 |

## 쓰나미
- 11시 48분 - 아오모리현 태평양 연안, 이와테현, 미야기현, 후쿠시마현에 해일주의보 발표.
- 14시 50분 - 전 지역 해일주의보 해제.

오후나토시에서 12시 3분 13cm의 첫 쓰나미를 관측했고, 12시 16분에 55cm의 최대 파를 관측했다. 20cm 이상의 쓰나미를 관측한 곳은 다음과 같다.
| 지역 구분                 | 지진 해일 높이 (cm) |
| ------------------------- | ------------------- |
| 홋카이도 태평양 연안 중부 | 약 30cm             |
| 아오모리현 태평양 연안    | 21cm                |
| 이와테현 연안             | 55cm                |
| 미야기현 연안             | 48cm                |
| 후쿠시마현 연안           | 21cm                |
| 이바라키현 연안           | 약 20cm             |

## 피해
지진의 진동으로 도쿄 중심부의 고층빌딩에서도 흔들리는 것을 감지하였다. 또한 미야기현 센다이시의 일부 지역에선 수도관이 파열되는 피해를 입었다. 도호쿠 신칸센은 시로이시자오역-신아오모리역 사이 구간이 일시 운휴되었다. 또한 부상자 2명의 인명피해가 발생했다.

## 여진 활동
이 지진 이후 진원이 산리쿠인 규모 M4-6급의 여진이 수 회 발생했다. 최대여진은 3월 10일 오전 6시 24분 M6.4-6.5의 지진으로, 미야기현 구리하라시, 이시노마키시, 마루모리정에서 진도 4를 관측했다. 이 여진으로 후쿠시마현에 쓰나미주의보가 발령되었으며, 미야기현 이시노마키시에서 11cm의 미세한 규모의 쓰나미를 관측했다.

## 같이 보기
- 도호쿠 지방 태평양 해역 지진의 전진, 본진, 여진 목록
- 도호쿠 지방 태평양 해역 지진
- 산리쿠 해역 지진